# Röskva
En la mitología nórdica Röskva es una sirvienta de Thor que aparece en las Eddas de Snorri Sturluson. Es hermana de Þjálfi, el otro siervo del dios, quien va ligeramente armado y porta el escudo de Thor.
La Edda prosaica relata que cuando Thor visitó su familia, su hermano Þjálfi partió uno de los huesos de los machos cabríos Tanngnjóstr y Tanngrisnir que Thor había matado para comer. Cuando Thor los resucitó al día siguiente, este no podía caminar bien. Para compensar ello, Röskva y su hermano debieron servir a Thor como sus thralls o siervos.
Röskva también viajó a Utgard, al palacio del jotun Útgarða-Loki con Thor, Loki y su hermano.